# Ars (satèl·lit)
|  | Aquest article tracta sobre el satèl·lit de Júpiter. Si cerqueu la població de l'Alt Urgell, vegeu «Ars (les Valls de Valira)». |

Ars, també conegut com a Júpiter XLIII (designació provisional S/2002 J 1), és un satèl·lit retrògrad de Júpiter. Va ser descobert el setembre del 2002 per un equip d'astrònoms de la Universitat de Hawaii liderat per Scott S. Sheppard.
Ars té uns 3 quilòmetres de diàmetre i orbita Júpiter en una distància mitjana de 23.717 Mm en 746,185 dies, amb una inclinació mitjana de 165° respecte a l'eclíptica (162° respecte a l'equador de Júpiter), en direcció retrògrada i amb una excentricitat orbital mitjana de 0,149.
Va ser anomenat el març del 2005 en honor d'Ars, descrit per alguns autors grecs com una de les muses originals.
Pertany al grup de Carme, compost per llunes irregulars i retrògrades que orbiten Júpiter en una distància d'entre 23 i 24 Gm amb una inclinació d'uns 165º.